# Pensionsstall

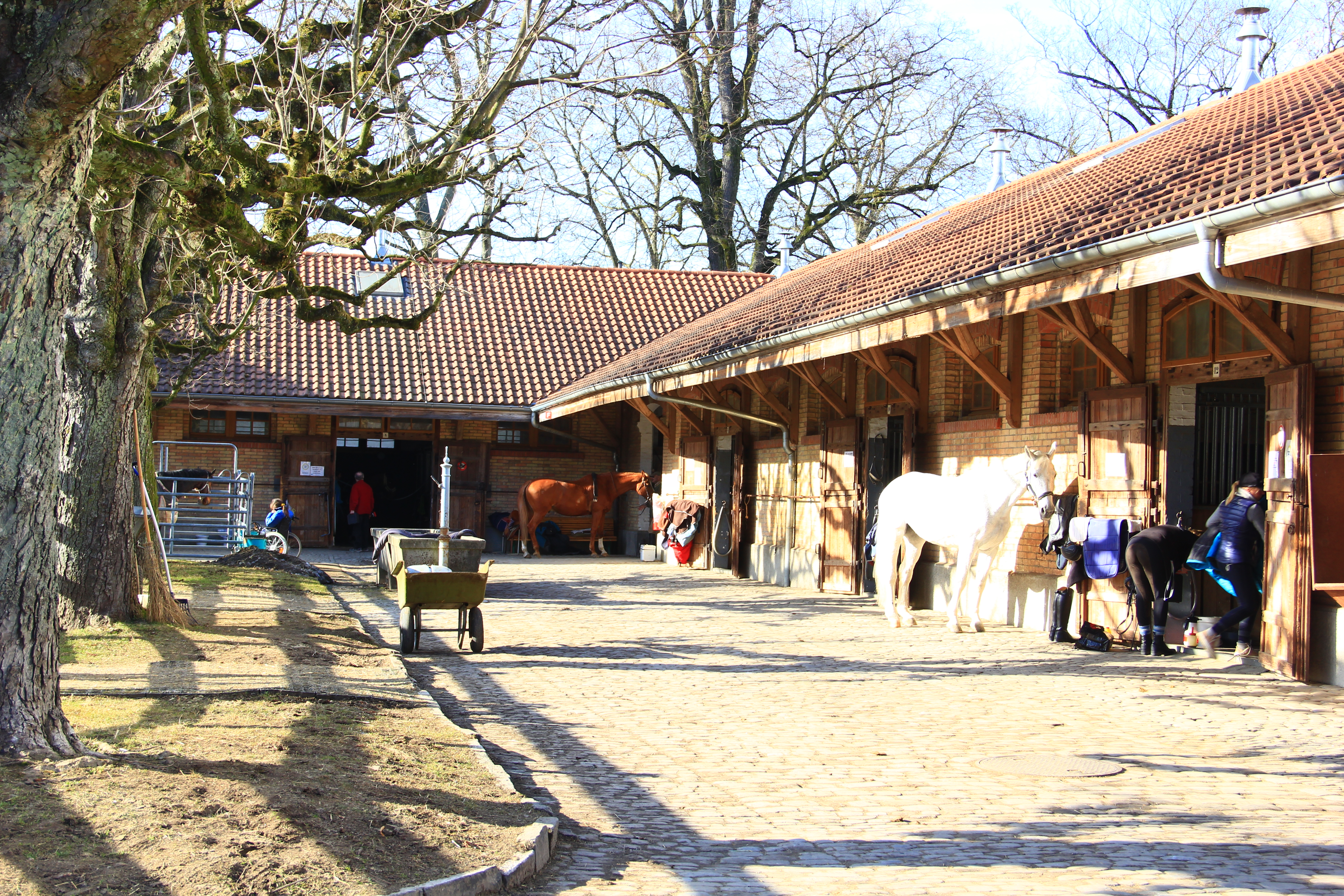
Nationales Pferdezentrum Bern, Pensionsställe, Schweiz, 2017

Ein Pensionsstall, auch Mietstall genannt, ist ein Stall, bei dem Pferde gegen Entgelt untergebracht und gehalten werden.
Heute sind viele große Pferdesportanlagen sowohl Pensionsstall als auch Ausbildungsstall. In Pensionsställen stehen Pferdeboxen oder auch anders geartete Ställe zur Verfügung. Häufig wird auch Weidegang angeboten.

## Pensionsstall

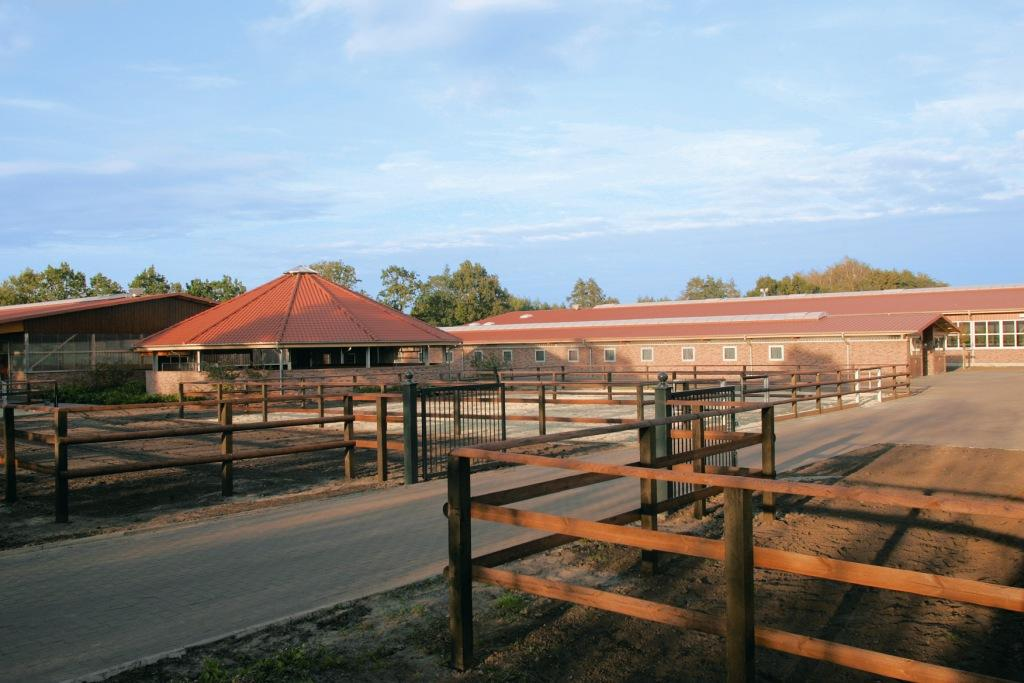
Pensions- und Ausbildungsstall, Deutschland, 2004

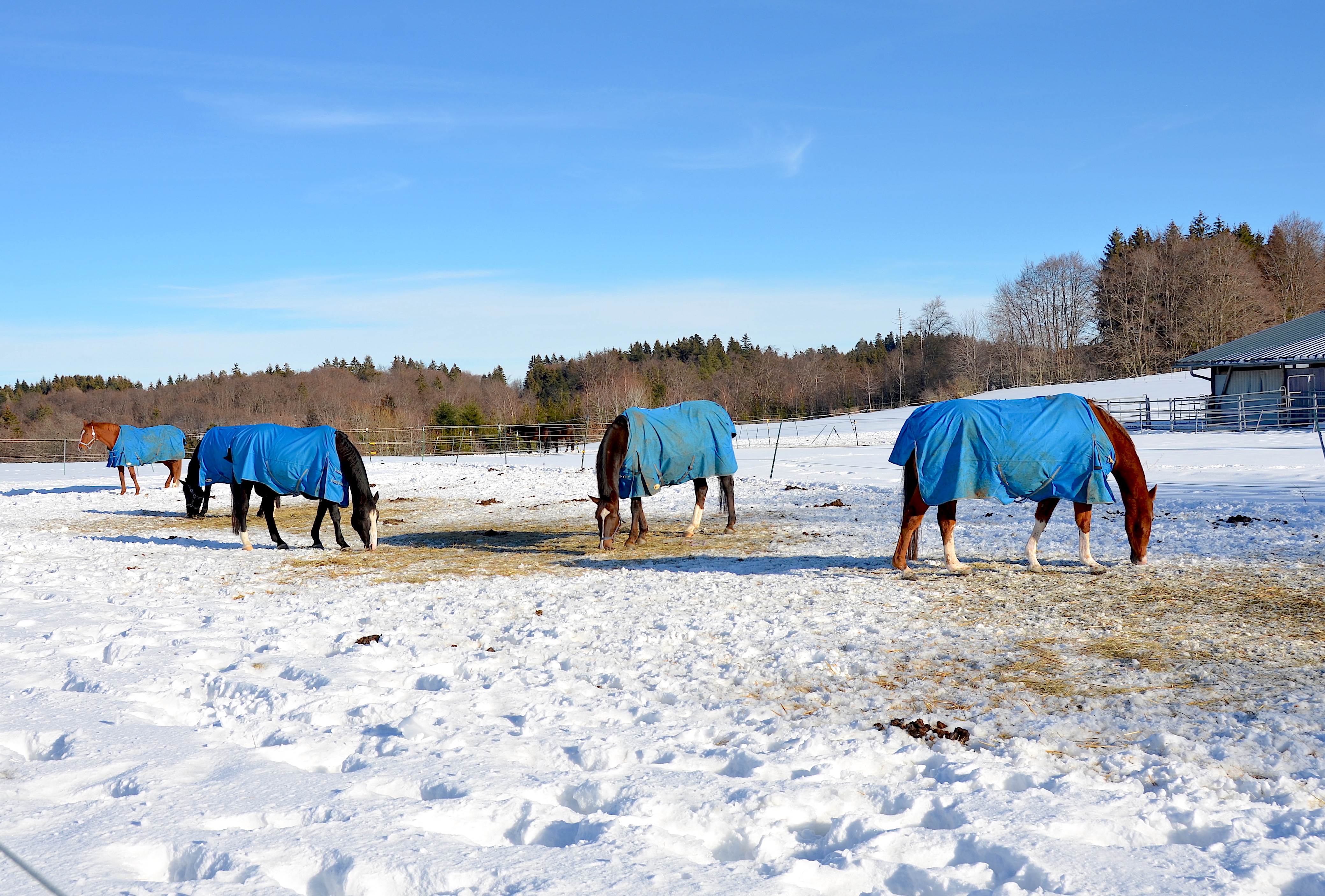
Pensionspferde mit Winter-Weidedecken, 2019

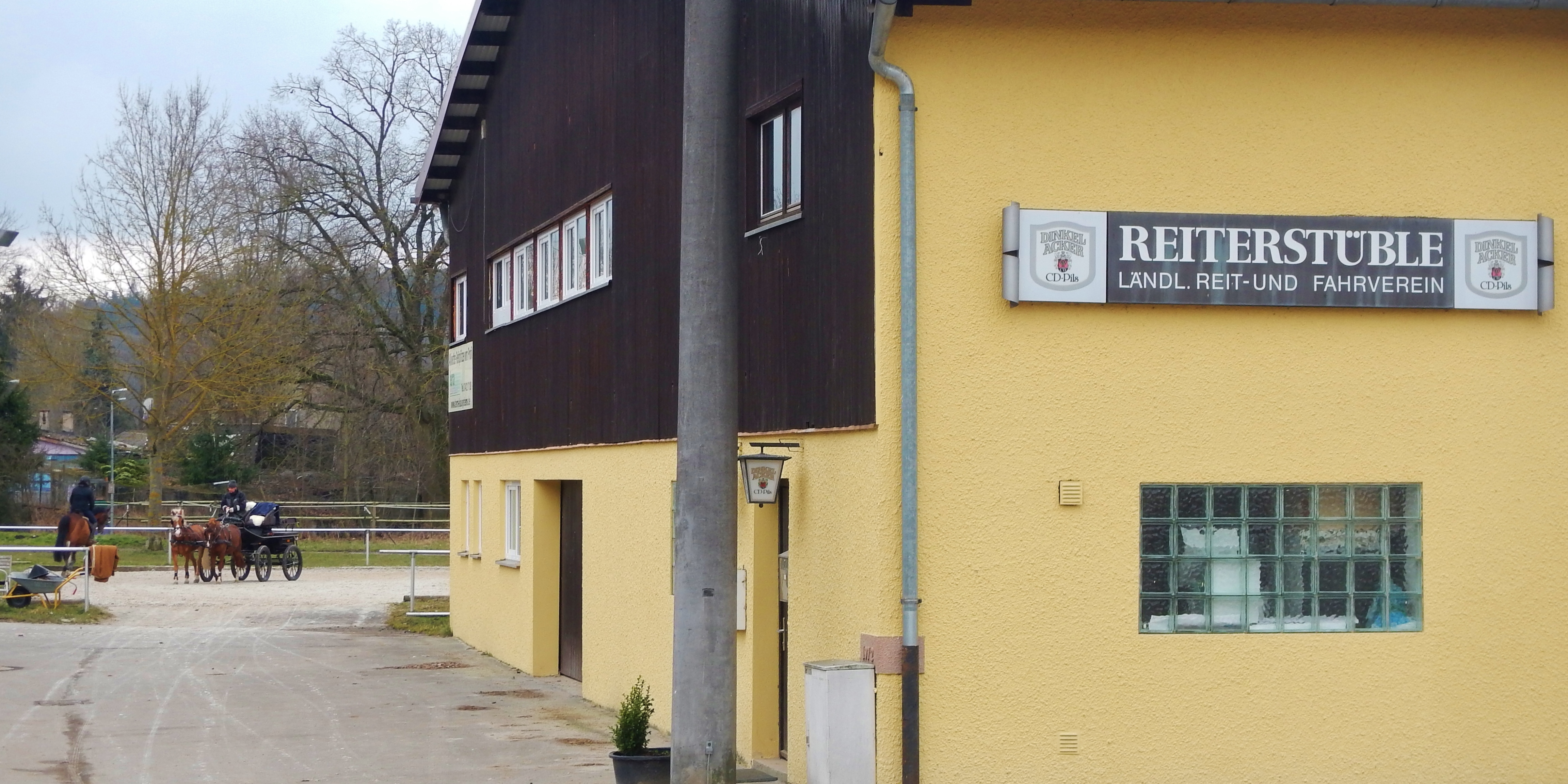
Reiterstüble, Deutschland 2015

Wer keinen eigenen Stall zur Verfügung hat, kann sein Pferd zur Miete einstellen. Es gibt große Reitanlagen mit 60 und mehr Pferden, kleine Ställe, die von Freizeitpferde-Besitzern als Hobby betrieben werden und landwirtschaftliche Betriebe, bei denen Pferde eingestellt werden können.
Dabei ist der Grad der gebotenen Versorgung unterschiedlich. Der große städtische Stall kann vielleicht Vollpension mit Misten, Füttern, gemeinschaftlich organisierte Entwurmung, wöchentliche Schmiedtermine, Weideservice, Führmaschinen-Service, Allwetterplatz mit Flutlicht, Reithalle, Reitlehrer und Beritt, bieten. Man kann aber auch den leeren Stall mieten und die Pferde selbst versorgen.
Die Unterbringung im Stall oder auf der Weide, Ausmisten, die Versorgung des Pferdes mit Stroh und Heu ohne Kraftfutterzugabe wird Halbpension genannt. Mit Kraftfutterzugabe (meist Hafer) ist die Bezeichnung Vollpension geläufig.
Pensionspferdehaltung ist eine Dienstleistung. Die meisten Pensionspferde sind Reitpferde, daneben können aber auch Gnadenbrotpferde, rekonvaleszente Pferde, Mutterstuten zum Abfohlen und Jungpferde in Pension genommen werden. Bei einem Pensionsstall wird ein geregelter Ablauf angestrebt, beispielsweise kann es die Regel geben, dass Besitzer ihre Pferd nicht individuell füttern dürfen, weil das zu Unruhe im Stall führen kann, wenn die anderen Pferde dann ebenfalls Futter möchten.
Pensionspferdehaltung wird beeinflusst durch die Ansprüche der Kunden, die Betriebsgröße, Haltungsform, das Angebot für Reiter und Pferd und die Übernahme von Diensten wie Füttern, Misten und Einstreuen.

### Bedürfnisse von Einstellern in Halb- oder Vollpension
Freizeitreitern, die ihr Pferd in einen Pensionsstall stellen, haben meist zahlreiche Ansprüche.
Neben einer guten Pferdehaltung wird qualifiziertes Personal gewünscht, das in der Lage ist Probleme (z. B. Kolik) frühzeitig zu erkennen und angemessen zu reagieren. Um Diebstahl zu vermeiden und für die allgemeine Sicherheit der Pferde ist es vorteilhaft, wenn auf dem Stallgelände jemand wohnt oder zumindest ein Wachhund anwesend ist. Reitunterricht kann erwünscht sein. Es ist vorteilhaft, wenn jemand das Pferd reiten kann, wenn der Pferdebesitzer selbst verhindert ist.
Das Pferd sollte gut erreichbar sein und leicht eingefangen werden können. Es ist angenehm neben einem Reitplatz und möglichst gutem Ausreitgelände auch eine Reithalle zur Verfügung zu haben. Von Stall und Einzäunung soll möglichst wenig Verletzungsgefahr ausgehen. Abschließbare Schränke sind vorteilhaft, um Sattel, Trense etc. sicher unterbringen zu können. Reiter verbringen einen wesentlichen Teil ihrer Freizeit beim Pferd und sollten sich auf dem Stallgelände wohl fühlen, beispielsweise sind Reiterstübchen beliebt.

### Kostenrechnung

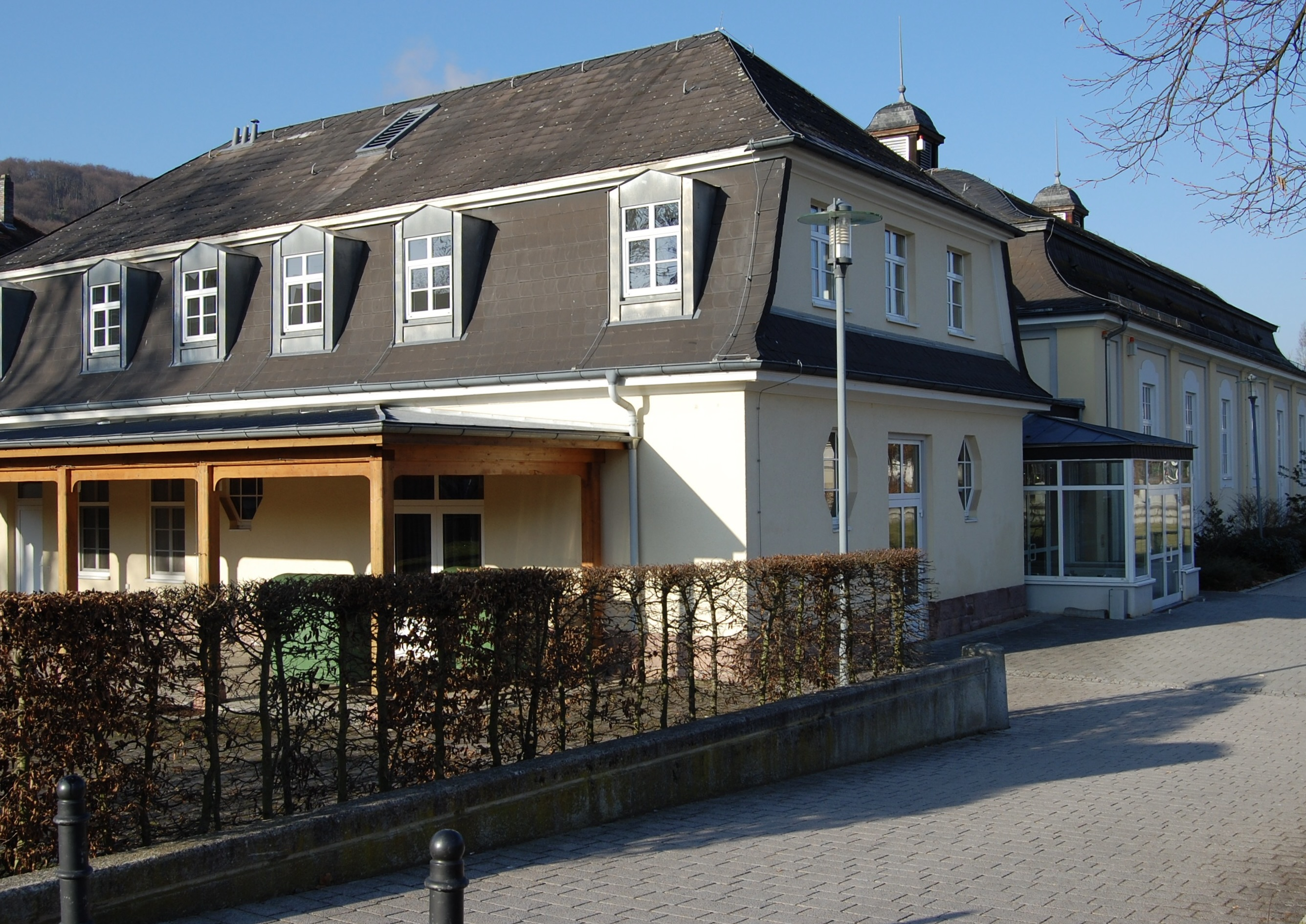
Außenansicht (Südost) des Bad Kissinger Tattersalls (2008)

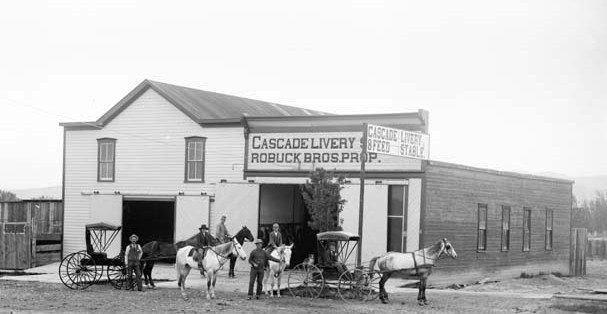
Der Cascade Livery bot Futter und Stall, Montrose, Colorado, circa 1900

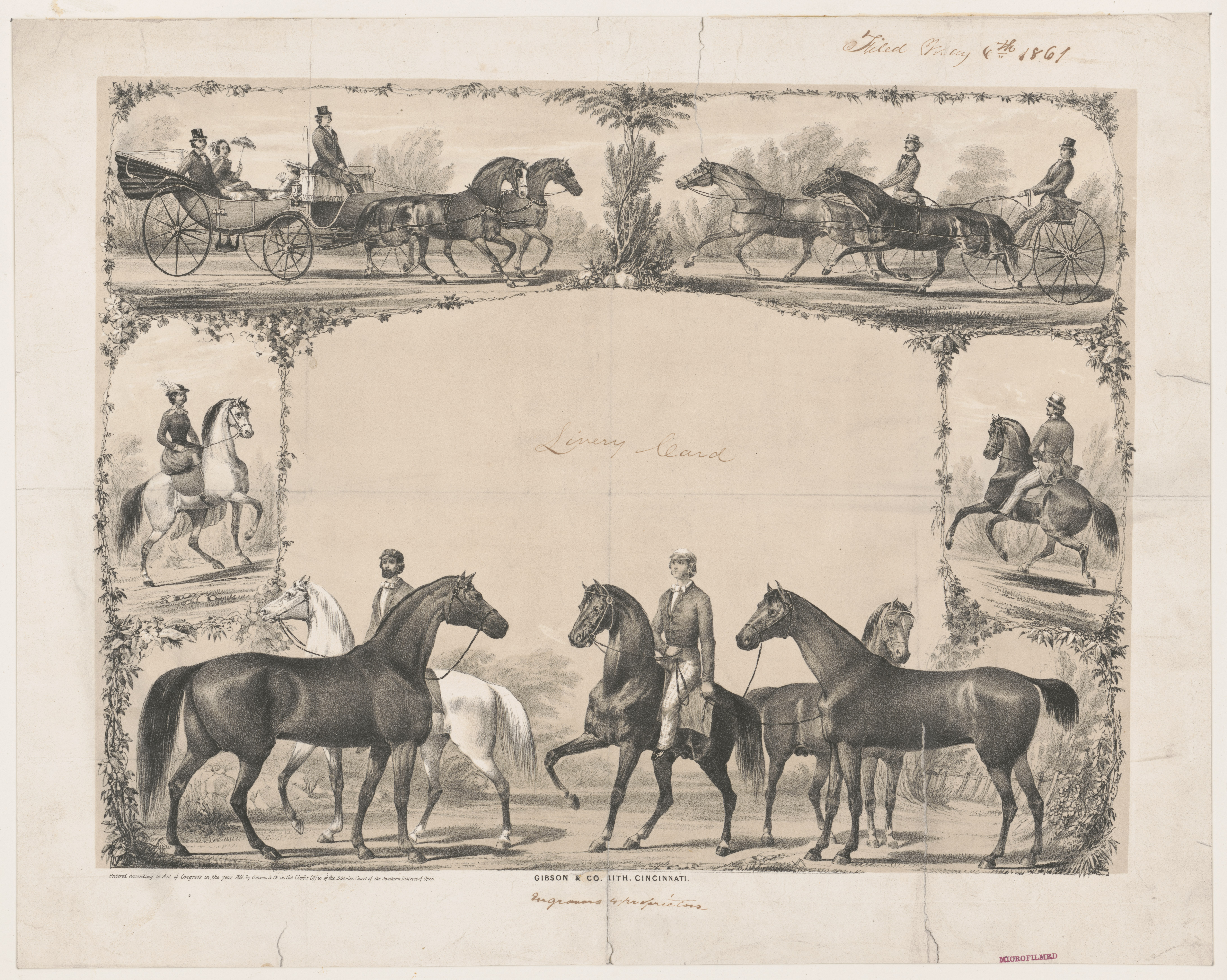
Karte mit Werbung für einen Mietstall, Cincinnati, 1861

Die Kostenrechnung erfolgt sinnvollerweise als Vollkostenrechnung. Kostenrelevant sind folgende Angebotssituationen:
- Stallplatz, Box, Aktivstall oder Laufstall, notwendiger Nebenraum, Futter- und Sattelkammer, Paddock bzw. Weidegang
- Zusätzliche Lieferung von Futtermitteln durch den Betrieb
- Füttern, Misten, Einstreuen und Tierbeobachtung durch den Betrieb
- Bereitstellung und Pflege von Reitplatz, Reithalle, Führanlage, Laufband etc.
- Angebot von Reitunterricht und/oder Beritt von Pferden

### Haftung und rechtliche Aspekte
Der Pensionspferdehalter wird im Sinne des BGB als Tieraufseher tätig (siehe Tierhalterhaftung). Er ist deshalb – ebenso wie der Tierhalter – für Schäden, die durch ein Pferd verursacht werden, ersatzpflichtig, wenn er nicht nachweisen kann, dass er mit seiner Aufsicht die im Verkehr erforderliche Sorgfalt hat walten lassen bzw. dass der Schaden auch bei Anwendung dieser Sorgfalt entstanden wäre (§ 834).
Die Haftung des Pensionspferdehalters ist sehr umfassend und wird nicht durch die normale Betriebshaftpflicht abgedeckt. Viele Versicherer bieten deshalb gesonderte Tierhüter-Haftpflichtversicherungen an. Eine Deckungssumme von mindestens 1,5 Mio. € pauschal gilt als angemessen. Schäden am eingestellten Pferd müssen separat versichert werden. Sie werden nur reguliert, wenn der Tierhüter für diese Schäden haftbar gemacht werden kann. Um das Haftungsrisiko zu reduzieren, sollte mit jedem Einsteller ein Einstellungsvertrag abgeschlossen werden. Dieser Vertrag dokumentiert, welche Leistungen der Pensionsbetrieb übernimmt. Ferner bietet er die Möglichkeit, die Haftung für Schäden am eingestellten Pferd auf die Versicherungssumme oder auf einen festen Betrag zu begrenzen.
Der Pensionspferdehalter ist außerdem verpflichtet, den Betrieb und die Zahl der Pferde bei der Tierseuchenkasse zu melden und die anfallenden Beiträge zu zahlen, die von Bundesland zu Bundesland variieren können. Der Einsteller sollte dies abfragen, da die Tierseuchenkasse die Tierkörperbeseitigung übernimmt, wenn ein Pferd stirbt.
Mit dem 1. Januar 2005 wurde in Deutschland verlangt, dass auf Umsätze aus Pensionshaltung von Reitsport- und Freizeitpferden von Nichtlandwirten (Privatleute, Gewerbetreibende etc.) die Umsatzsteuerpauschalierung nicht angewendet werden darf. Auch ein pauschalierender Landwirt musste 19 % Umsatzsteuer für diese Umsätze an das Finanzamt abführen. Das galt laut der Rechtsprechung der Finanzgerichte auch für die Pferdevermietung; hier beträgt der Steuersatz 7 Prozent.

## Geschichte von Mietställen
Vor der Verbreitung des Automobils waren Mietställe in jeder größeren Stadt eine notwendige Einrichtung. In mehrgeschossigen Mietställen wurden häufig Pferdetreppen verwendet. Später wurden Mietställe für Sport- und Freizeitpferde eingerichtet.

### Tattersall in Deutschland
Tattersall bezeichnet in Deutschland ein Unternehmen zur Unterbringung und Pflege fremder Pferde, auch den Verleih und Verkauf von Pferden.
Der Name geht zurück auf den britischen Stallmeister, Pferdetrainer, Wettbürobesitzer und schließlich Eigentümer der Londoner Tageszeitung Morning Post, Richard Tattersall (1724–1795), genannt „Old Tatt“. Seine im Jahr 1766 eröffneten Stallungen mit Reithalle und Reitbahnen lagen an der Südostecke des Hyde Park (Hyde Park Corner). Hinzu kamen im Jahr 1779 zwei prächtig ausgestattete Gesellschaftsräume („Subscription Rooms“) für die Vorstandsmitglieder des „Jockey Club“, in denen sich bald aber auch die Londoner Gesellschaft treffen und ihre Wetten abschließen konnte. Seine direkten Nachkommen führten das Unternehmen bis 1865 und bis 1936 blieb die Firma in Privatbesitz.
Tattersalls Geschäftsidee wurde um die Wende zum 20. Jahrhundert auch in Deutschland als Treffpunkt des Bildungsbürgertums umgesetzt, weshalb es noch heute in Bad Kissingen, Berlin, Bochum, Mannheim und Wiesbaden Räumlichkeiten mit Namen „Tattersall“ gibt, die inzwischen allerdings auf andere Weise genutzt werden.

### Australien
In Australien gab es von 1868 bis 1887 in Adelaide in der Nähe der Town Hall in der Pirie Street den Tattersall's Horse Bazaar. Hier wurden Pferde und Wagen gehandelt. Es standen Mietstallungen für die kurzfristige Unterbringung und sichere Parkflächen für Kutschen zur Verfügung. Gleichnamige Unternehmen gab es in der Stephen Street in Melbourne und in Perth.

### Nordamerika

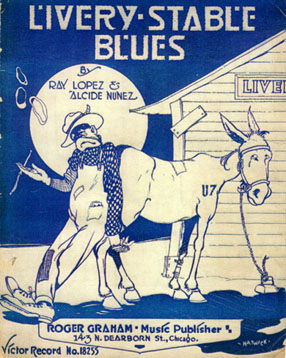
Livery Stable Blues, Noten, 1917

Historische nordamerikanische Livery Stables verliehen Pferde, Gespanne, Wagen. Es konnten aber auch private Pferde für kurze Zeit eingestellt werden. Deshalb waren Livery Stables häufig an ein Hotel oder ein Gästehaus angeschlossen.
Neben der Bereitstellung von Verkehrsinfrastruktur wurde in der Regel auch mit Heu, Getreide, Kohle und Holz gehandelt. Mit den Mietställen gingen meist ein erheblicher Lärm, Gestank und Ungeziefer einher. Es fanden häufig Hahnenkämpfe und Glücksspiel statt. Die Mietställe wurden teilweise als Orte des Lasters betrachtet und wurden daher von den Städten reglementiert. Nach 1910 verschwanden die Mietställe schrittweise.
1917 nahm die Original Dixieland Jass Band das sehr erfolgreiche Stück Livery Stable Blues auf, der hörbar von einem Mietstall inspiriert worden ist. Auch in Western kommen Mietställe vor, beispielsweise in der Fernsehserie Deadwood oder den Spielfilmen Ein Rabbi im Wilden Westen und Stern des Gesetzes.
Der C. W. Miller Livery Stable in Buffalo, New York, ist ein Beispiel für einen mehrgeschossigen Livery Stable von 1894. Die Claremont Stables sind ein Beispiel für einen Mietstall in Manhattan.